# Anthurium rojasiae
Anthurium rojasiae är en kallaväxtart som beskrevs av Thomas Bernard Croat. Anthurium rojasiae ingår i släktet Anthurium och familjen kallaväxter. Inga underarter finns listade.